# Pornochanchada
Pornochanchada fue un género cinematográfico brasileño asociado al sexploitation. El término resultó de la unión de las palabras "porno" y "chanchada" (comedia ligera) y sirvió para clasificar un tipo de película que comenzó a ser producido a principios de los años 70. Por una confluencia de factores económicos y culturales, especialmente con la liberación sexual, se produjo una nueva tendencia en el campo cinematográfico para cuestionar las costumbres y para explorar el erotismo. Coincide en el tiempo con un fenómeno muy similar en otros países, como la comedia picaresca en Argentina, el Cine de Destape en España y el cine de ficheras en México.
Al ser un producto cultural típico de Brasil, la pornochanchada tuvo mucho éxito comercial en el país a lo largo de la década de 1970, a pesar del bajo costo de sus producciones, realizadas principalmente en el centro de la industria cinematográfica Boca do Lixo en São Paulo. El género fue muy influenciado por las comedias populares italianas especialmente las de contenido erótico, por la tradición carioca de la comedia popular urbana y por el erotismo sugerente de películas de São Paulo de finales de los años 60.
Aunque el término ha sido una etiqueta aplicada indiscriminadamente a las obras de mala calidad, la pornochanchada tenía como sello distintivo el desarrollo de guiones, haciendo hincapié en situaciones eróticas, travesuras y bromas, así como la prioridad en la exposición anatómica femenina, una fórmula cinematográfica que rápidamente conquistó gran parte del mercado brasileño. Combinando títulos con doble sentido, las tramas generalmente se servían de temas como la virginidad, la conquista amorosa y el adulterio.
La desaparición de la pornochanchada llegó a principios de la década siguiente, debido tanto al agotamiento de sus temas, como al aumento de la pornografía hardcore, que puso fin a casi quince años de existencia de este género popular genuinamente brasileño.